# Merianina americana
Merianina americana är en tvåvingeart som beskrevs av Frey 1942. Merianina americana ingår i släktet Merianina och familjen sorgmyggor. Inga underarter finns listade i Catalogue of Life.